# Løgstrup Arkivet
Løgstrup Arkivet er hjemhørende på Det Teologiske Fakultet ved Aarhus Universitet, i bygning 1453, lokale 420. Løgstrup Arkivet rummer en samling af den danske teolog og filosof K.E. Løgstrups (1905-1981) publikationer, efterladte manuskripter og den forskningsrelevante del af hans bogsamling. Det rummer desuden et udvalg af sekundærlitteratur om Løgstrups forfatterskab. Arkivets formål er at udbrede Løgstrups teologi og filosofi gennem publikationer, foredrag osv. og desuden stille sine arkivalier til rådighed til forskning.

Løgstrup Arkivet blev oprettet i midt 90erne ved videnskabelig medarbejder, filosof Ullrich Zeitler.
Løgstrup Arkivet hører hjemme under enheden for Løgstrup-forskning.

- Link til Enheden for Løgstrup-forskning: http://loegstrup.au.dk/
- Link til Løgstrup Arkivet: http://loegstrup.au.dk/loegstrup/